# Vacances de Noël (film)
Pour les articles homonymes, voir Vacances de Noël.
Pour plus de détails, voir Fiche technique et Distribution.
Vacances de Noël (titre original : Christmas Holiday) est un film de Noël américain réalisé par Robert Siodmak, sorti en 1944, avec Deanna Durbin et Gene Kelly.

## Synopsis
Abigail Martin devenue Jacky Lamont dans une maison de plaisir raconte sa vie à un officier de passage : Abigail Martin a épousé Robert Manette sans le connaitre vraiment car ce dernier fréquente la pègre de sa ville. Manette et sa mère comptent sur Abigail pour l'aider à retrouver le droit chemin. Mais le naturel reprend vite le dessus, Manette sort la nuit, revient avec de l'argent, puis un autre jour avec le pantalon en sang. On finit par l’arrêter pour meurtre. Il est condamné. En sortant du tribunal la mère de Manette rejette la faute sur Abigail qui n'a pas su le recadrer et la gifle.
Manette s'évade de prison et retrouve la trace de sa femme. Elle est heureuse de le revoir, mais Manette n'admet pas qu'elle travaille dans une maison de plaisir et s’apprête à l'abattre mais la police arrive à temps.

## Fiche technique
- Titre : Vacances de Noël
- Titre original : Christmas Holiday
- Réalisateur : Robert Siodmak
- Scénario : Herman J. Mankiewicz, d'après un roman de W. Somerset Maugham
- Photographie : Elwood Bredell
- Musique : Hans J. Salter
- Producteur : Felix Jackson
- Société de production : Universal Pictures
- Société de distribution : Universal Pictures
- Pays d'origine :  États-Unis
- Langue : anglais
- Format : Noir et blanc — 35 mm — 1,37:1 — Son : Mono (Western Electric Recording)
- Genre : Film dramatique, Film noir
- Durée : 93 minutes
- Dates de sortie : 
  -  États-Unis : 30 juin 1944
  -  France : 14 septembre 1949

## Distribution
- Deanna Durbin : Jackie Lamont / Abigail Martin
- Gene Kelly : Robert Manette
- Richard Whorf : Simon Fenimore
- Dean Harens : Lieutenant Charles Mason
- Gladys George : Valerie De Merode
- Gale Sondergaard : Mme Manette
- David Bruce : Gerald Tyler

Acteurs non crédités
- Oliver Blake : l'avocat de la défense
- Joseph Crehan : Steve
- Clyde Fillmore : un colonel
- John Hamilton : le premier juré
- Robert Homans : un policier
- Cy Kendall : Teddy Jordan
- Larry Steers : un employé du tribunal